# Skaryfikacja (modyfikacja ciała)

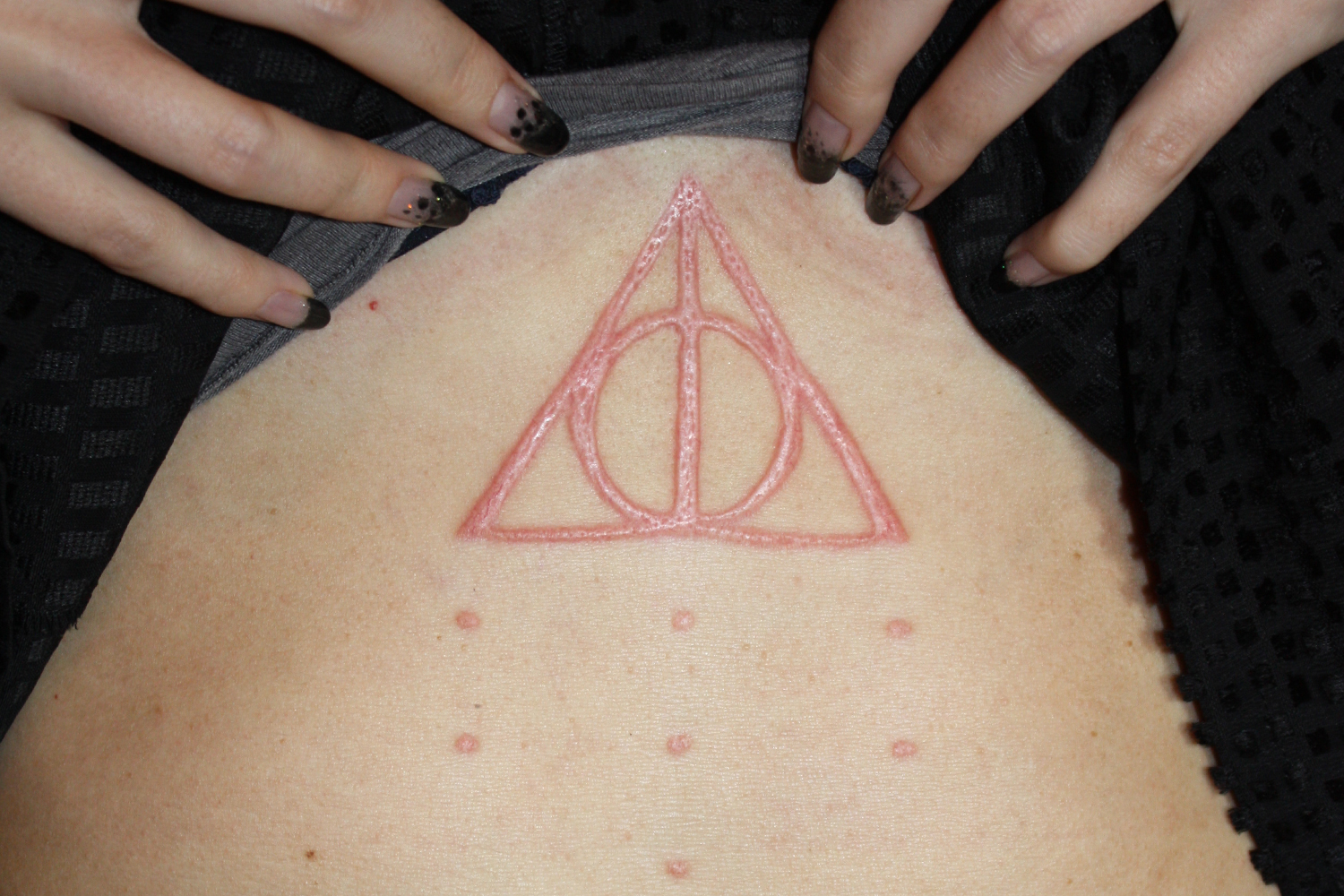
Współczesna skaryfikacja

Skaryfikacja (łac. scarificare – drapać; ang. scar – blizna) – odmiana sztuki zdobienia ciała poprzez nacinanie, zadrapywanie lub wypalanie skóry tak, że w danym miejscu tworzy się jasna tkanka bliznowata. Przez umiejętne uszkadzanie skóry otrzymuje się wzory i desenie.
Skaryfikacja od najdawniejszych czasów znana była wśród wielu plemion i ludów pierwotnych. Antropolodzy nie są zgodni co do pochodzenia i znaczenia tej praktyki. Uważa się, że miała charakter estetyczny, społeczny lub obrzędowy, np. związany z kultem zmarłych. Biblia zabraniała skaryfikacji (Ks. Kapłańska 19,28; Powtórzonego Prawa 14,1), dlatego praktyka ta była nieobecna w judaizmie i chrześcijaństwie, a także w islamie. 
Obecnie stała się popularna również w kulturze zachodniej, obok artystycznego tatuażu i piercingu. Skaryfikacje wykonuje się między innymi poprzez wypalanie, odmrażanie, a także wycinanie i usuwanie skóry. 

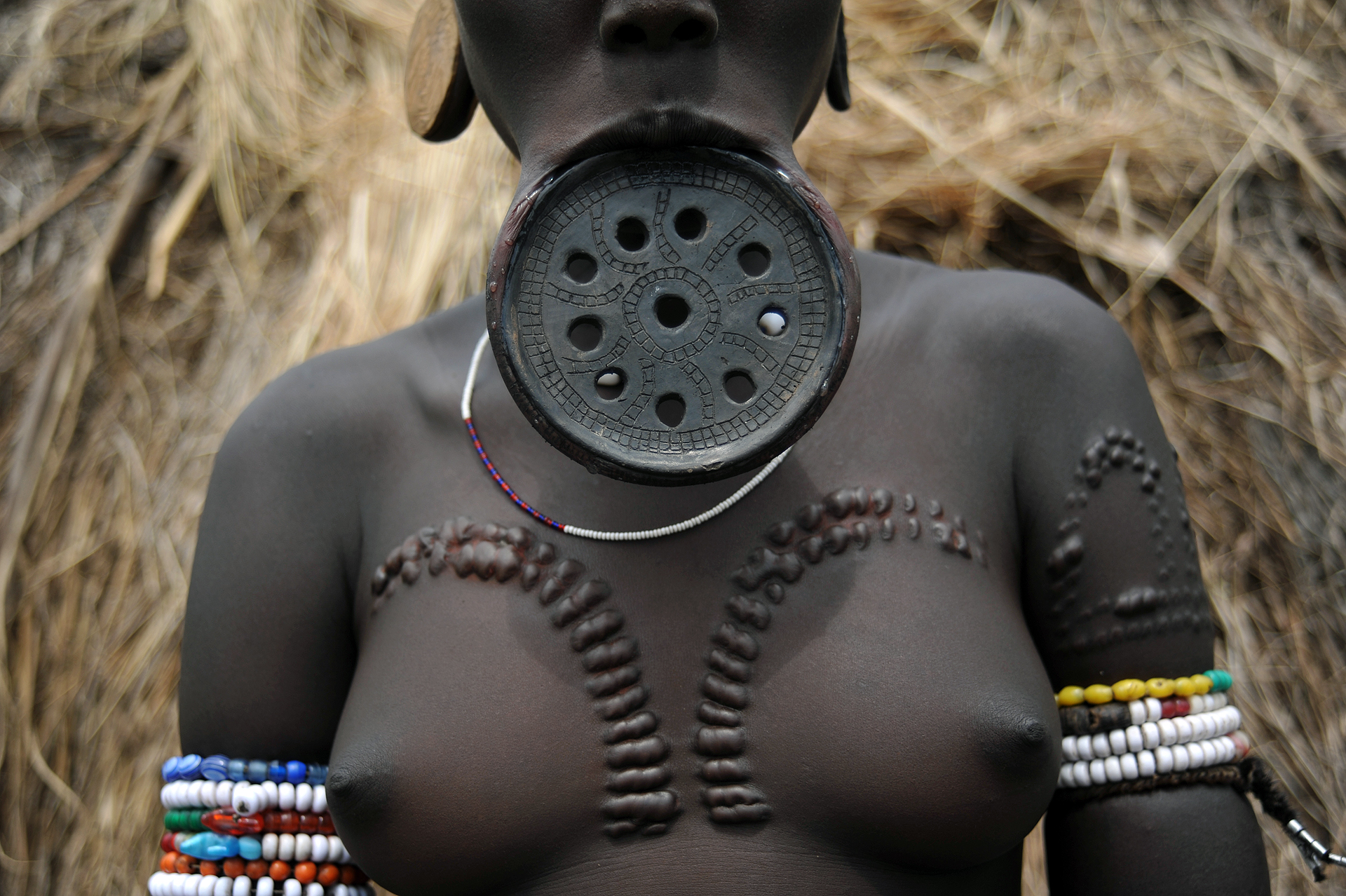
Etiopska kobieta ze skaryfikacją
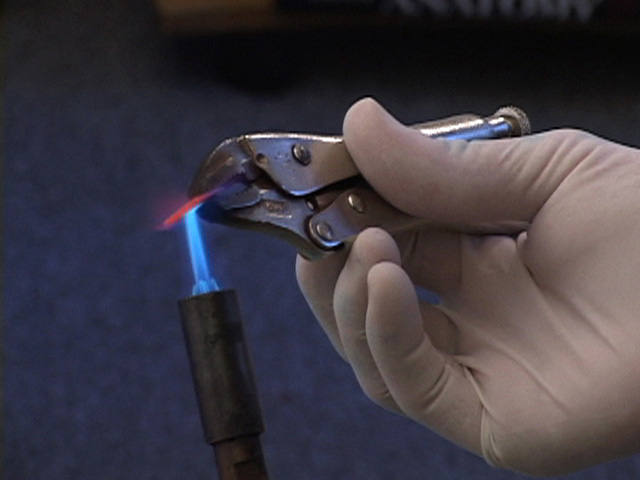
Przyrząd do skaryfikacji
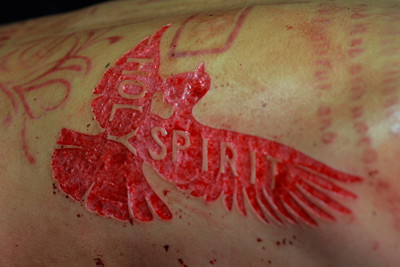
Rana przed zagojeniem